# Bunyawat Wongmanit

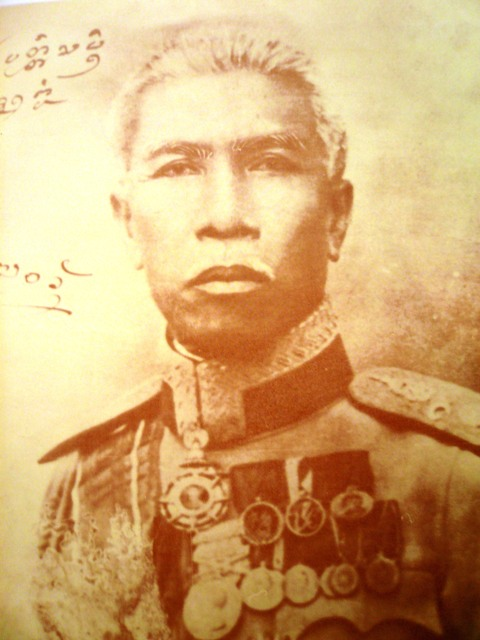
Bunyawat Wongmanit

Chao Bunyawat Wongmanit oder Bunyavadya Vansamanit (thailändisch พลตรี เจ้าบุญวาทย์วงษ์มานิต; 1857–1922) war der letzte Fürst von Lampang (1897–1922). Über das Leben von Bunyawat Wongmanit ist wenig bekannt. Er stammte von Nan Thip Chang (bekannt als die Chao Chet Ton) ab und wurde als Sohn von Noranan Chaichawalit (oder Narananda Jayajavalit; thailändisch เจ้านรนันทไชยชวลิต) geboren. Nach ihm wurde die Bunyawat-Wittayalai-Schule benannt.